# Kankalaba
Kankalaba è un dipartimento del Burkina Faso classificato come comune, situato nella provincia  di Léraba, facente parte della Regione delle Cascate.
Il dipartimento si compone del capoluogo e di altri 7 villaggi: Bougoula, Dagban, Dionso, Fassaladougou, Kaniagara, Niantono e Kolasso.